# 저금리 정책
저금리 정책(低金利政策, easy money policy)은 금리를 낮은 수준에 묶어 둠으로써 경기의 활발화를 촉진하려는 정책이다. 저금리 정책은 예금 금리·장기 대출 금리·공사채 수익률의 인하 등으로 실시되어 기업에의 대출을 늘려 경기를 자극하거나 공채 발행에 있어서의 이자 부담을 가볍게 하여 국제적인 금리 수준과의 관련으로 기업의 국제경쟁력의 강화를 도모하는 경우에 시행한다.

## 같이 보기
- 통화 정책